# OK Dinghy
L'OK Dinghy è una barca a vela da regata, la cui classe è riconosciuta dalla International Sailing Federation.